# Кобзарі Чернігівщини

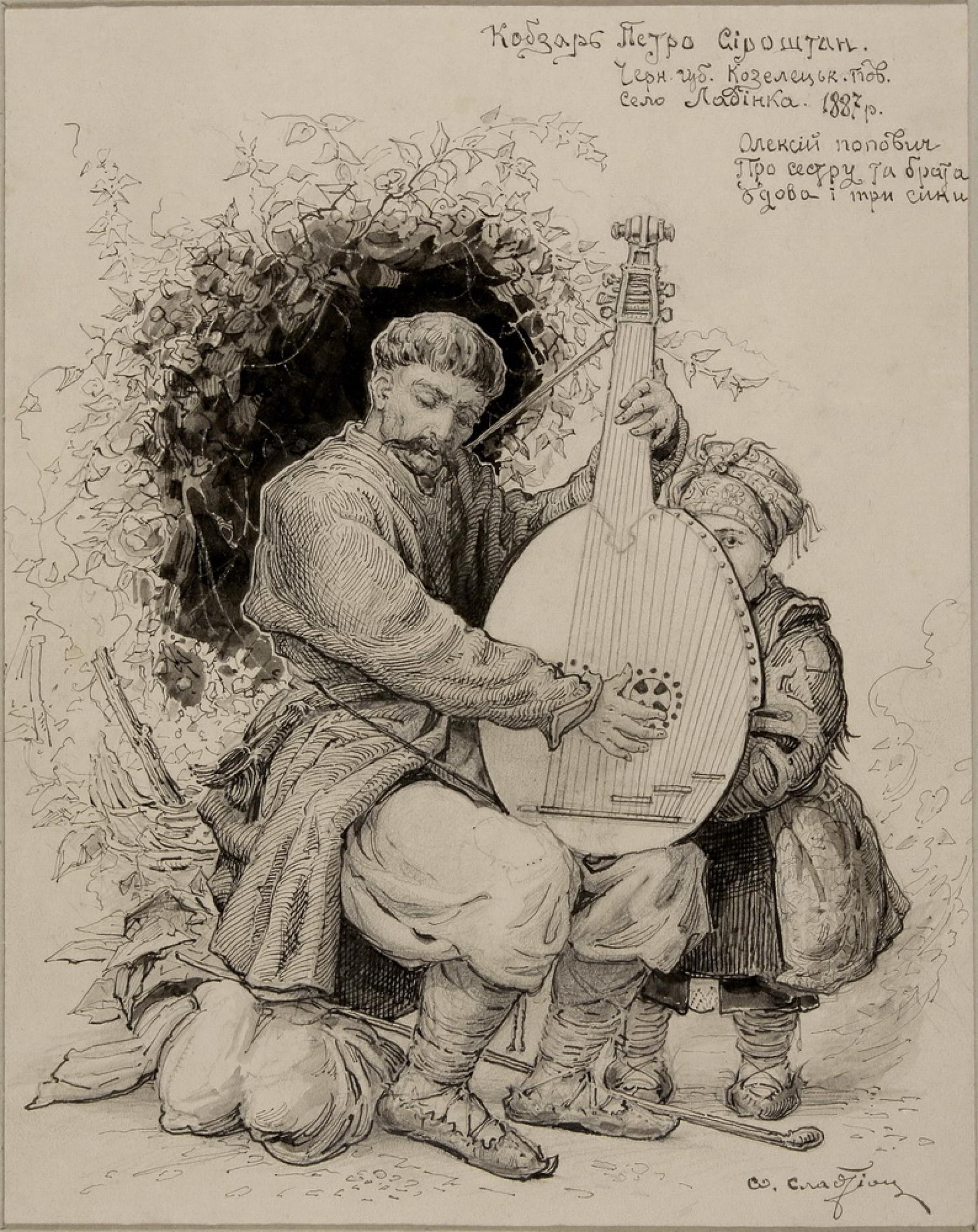
Портрет чернігівського кобзаря Петра Сіроштана" О. Сластіона. 1887.

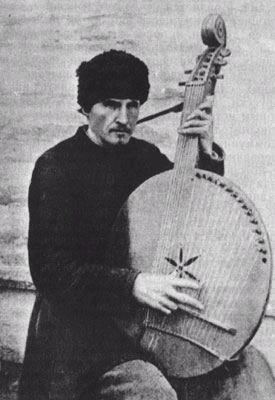
Чернігівський кобзар Терентій Пархоменко з бандурою роботи П. Бондаря

Найбільш ранні згадки про кобзарів Чернігівщини вважаються записки М. Цертелєв, М. Максимович, А. Метлинський.
Чернігівщина належала до важливих регіонів поширення кобзарства та лірництва в Україні. Там жили Андрій Шут, Андрій Бешко, Андрій Гайденко, Іван Романенко, Павло Братиця, Савка Панченко, Терентій Пархоменко, Оврам Гребінь та інші. Тут існувала «чернігівська школа» кобзарства та лірництва.
Кобзарського мистецтва Чернігівщини також пов'язані з іменами М. Лисенка («Характеристика музичних особливостей українських дум і пісень у виконанні кобзаря Вересая»), О. Малинки («Кобзарі С. Власко, Д. Симоненко й лірник А. Іваницький», «Кобзари и лирники: Терентий Пархоменко, Никифор Дудка, Алексей Побегайло»), Відомий майстер народних інструментів О. Корнієвський, успадкував традиції сосницько-менського кобзарського осередку Чернігівщини і удосконалив бандурну інструментарію.
Важливий внесок у розвиток конструкцію бандури я зробили майстри Чернігівської фабрики музичних інструментів О. Шльончик та М. Єщенко. М. Єщенко відновив бандуру, на якій грав Терентій Пархоменко.
Чернігівщина стала ареною кобзарського мистецтва України. Тут відбувається Всеукраїнські фестивалі кобзарського мистецтва «Вересаєво свято» (проведено шість), Всеукраїнські фестивалі дитячо-юнацького музичного мистецтва «Кобзарський майдан у Чернігові», Всеукраїнський огляд-конкурс «Кобзарська юнь України».
Інструменти які вживали Чернігівські кобзарі мало відрізнялися від старосвітських бандур кобзарів інших районів, але завдяки спосіб тримання бандури, технічні можливости виконавців були відмінні. Це вплинуло на інструментальний супровід.

## Характеристика репертуару

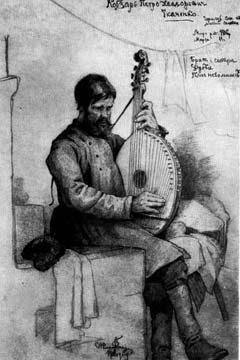
Чернігівський кобзар П. Ткаченко — портрет роботи Опанаса Сластіона

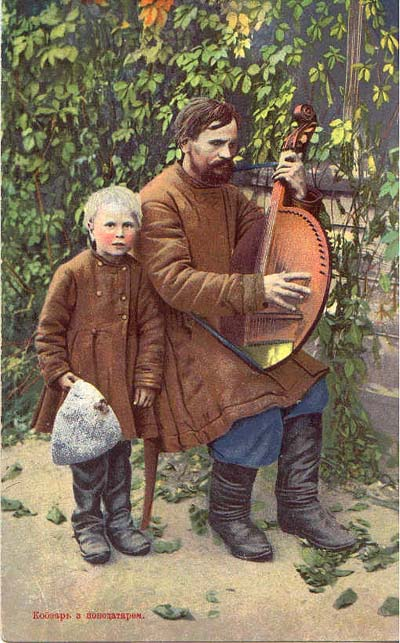
Чернігівський кобзар Дем'ян Симоненко

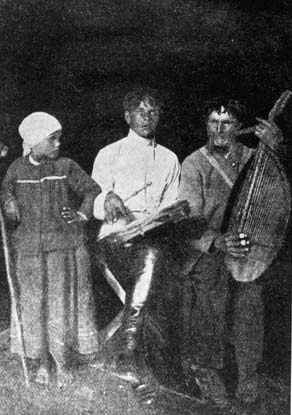
Чернігівський кобзар Павло Кулик

### Репертуар
Традиційний репертуар записаний від Чернігівських кобзарів.
Думи
- 1) «Плач невольника» — 1,2,6, 7,9,10,
- 2) «Про Хмельницького і Барабаша» -1,2,5,10
- 3) «Про втеча трьох братів з Озова» — 1,2,5, 6
- 4) «Про брата і сестру» — 1,6,8,9
- 5) «Про бідну вдову» — 1, 6,7,8,9
- 6)) «Олексій Попович» — 1,2,8
- 7) «Про козака Голоту» — 1,5, 6
- 8) «Про Фесько Ґанжа Андибер» -1,2
- 9) «Івась Коновченко» — 1,
- 10) ”Сокіл і соколонок” — 1,
- 11) Федір безродный — 6
- 12) Про смерть Хмельницького — 6
- 13) Про смерть козака бандуриста — 6
- 14) Маруся Богуславка — 7
- 15) «Гноблення України польською шляхтою і повстання проти неї», — 10
- 16) «Богдан Хмельницький і Василь Молдавський» -10
- 17) «Смерть Богдана Хмельницкого й выборе нового гетмана» -10
- 18) «Білоцерківський мир і нове повстання» -10
- 19) «Іван Богун»,;— 10
- 20) «Веремій Волошин» -10
- 21) «Ґанджа Андибер» -10
- 22) «Коновченко» -10

Історичні пісні:
- Про Морозенка,
- Про Саву Чалого,

Моларістичні пісні
- приказка «Про тещу»,

Псальми
- про Петра і Павла,
- про Николая,
- про Лазаря.

Сатиричних пісні 
- «Хома і Ярема»,
- «Дворянка»,
- «Міщанка»,
- «Теща»,
- «Щиглове весілля»,
- «Про чечітку»,

Інструментальні твори
- «Козачок»,
- «Дудочка»,
- «Тетяна».

## Список автентичних чернігівських кобзарів
- Бережнівський Микита
- Бешко Андрій, 2
- Братиця Павло Савич, 1
- Бублик Василь
- Бурак Петро
- Власко Семен Сидорович, 3
- Євдокія Леміш,
- Левко Ступак,
- Гайденко Андрій Матвійович, 4
- Гарасько Петро,
- Гордій Богдан
- Дуб Прокіп Михайлович, 5
- Кожухівський Федір,
- Думенко Лука Павлович,
- Зезуля Семен,
- Козел Павло,
- Кулик Павло Васильович,
- Мишук Василь
- Неграй Антін
- Панченко Савка
- Пархоменко Терентій Макарович, 6
- Рак Олексій
- Романенко Іван
- Самійленко Кіндрат
- Сапок Никита
- Симоненко Дем'ян Гаврилович, 7
- Сіроштан Петро, 8
- Скачок Микита
- Ткаченко Марко

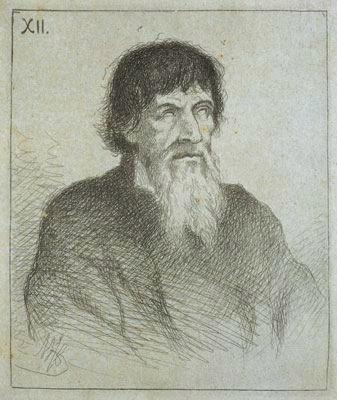
Чернігівський кобзар Андрій Шут

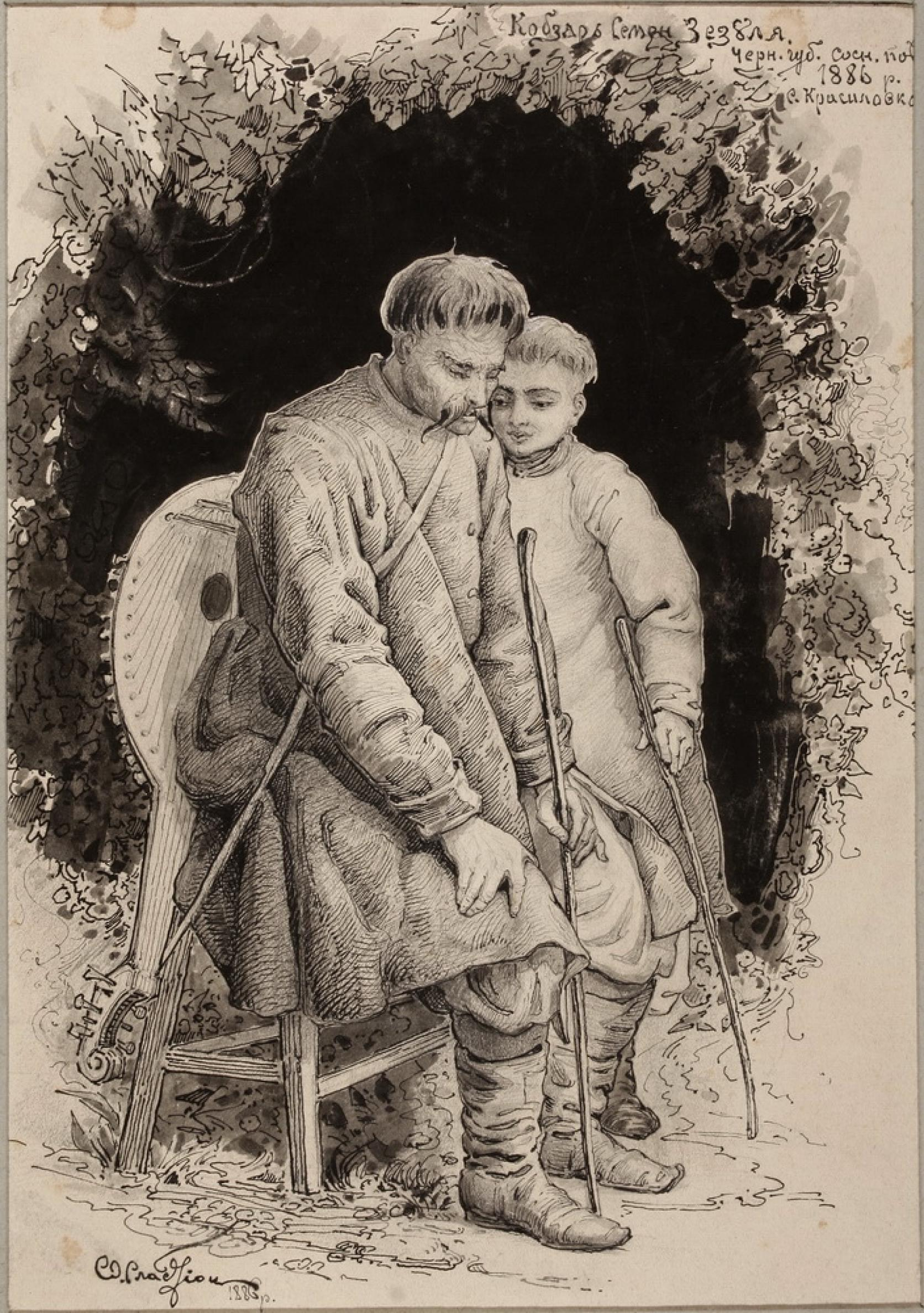
Чернігівський кобзар Семен Зезуля

- Ткаченко-Галашко Петро Федорович, 9
- Шут Андрій, 10
- Юрченко Семен
- Лука,